# Heteronormatywność
Treść tego artykułu od 2020-10 może nie być zgodna z zasadami neutralnego punktu widzenia.
Dokładniejsze informacje o tym, co należy poprawić, być może znajdują się w dyskusji tego artykułu.
 Po wyeliminowaniu niedoskonałości należy usunąć szablon [[Szablon:Dopracować|]] z tego artykułu.
Heteronormatywność – idea zakładająca, że heteroseksualność jest normalną, naturalną, preferowaną formą seksualności i związków międzyludzkich, która nie wymaga wyjaśnień i jest lepsza od homoseksualności czy biseksualności. Heteronormatywność polega na wszechobecności w normach społecznych, prawnych i w kontaktach społecznych założenia, że wszyscy ludzie są heteroseksualni oraz że pełnią tradycyjne role płciowe. 
Kultura heteronormatywna wyklucza tożsamości nieheteroseksualne, definiując je w kategoriach marginesu, degeneracji czy dewiacji. Osoby nieheteroseksualne poprzez socjalizowanie w kulturze heteronormatywnej mogą doświadczać stresu i cierpienia na skutek zinternalizowanej homofobii. 
Termin został wprowadzony do dyskursu humanistycznego przez socjologa i teoretyka kultury Michaela Warnera w artykule Introduction: Fear of a Queer Planet w 1991 roku. Obecnie pojęcie to jest używane w teorii kultury, przede wszystkim w studiach genderowych i queerowych.